# Baby Boom
Baby Boom (anglicky Baby Boom) je americký romantický film z roku 1987 režírovaný Charlesem Shyerem.

## Děj
J.C. Wiatt žije s přítelem v New Yorku a má slibnou kariéru. Přestože nikdy nechtěla mít děti, jednoho dne dostane do péče Elizabeth, dceru svého vzdáleného bratrance, kterého viděla jednou kdysi dávno. Nejprve se rozhodne Elizabeth dát k adopci, ale nakonec si to rozmyslí. Protože péči o Elizabeth věnuje čas, není už tolik aktivní v zaměstnání. Díky tomu se neuskuteční nabídka, aby se stala společnicí firmy, ve které pracuje, a rozejde se s ní přítel. Když je J.C. přeřazena do programu propagace krmiva pro psy, rozhodne se ze společnosti odejít a koupí dům ve Vermontu.
Když nastane zima, teprve zjistí, v jakém je dům stavu, a utrácí peníze za jeho opravy. Jednoho dne se z toho zhroutí a je převezena do ordinace doktora Coopera. Tomu se svěří, že dlouho žije sama, ale pak se rozzlobí, když zjistí, že doktor je veterinář. J.C. se rozhodne dům prodat a vrátit se do New Yorku, ale od makléřky v realitní kanceláři se dozví, že dům byl v nabídce pět let a během té doby byla jedinou zájemkyní. Protože nemá peníze, musí ve Vermontu zůstat. Během zimy se zabavuje výrobou dětských přesnídávek.
Protože má dětských přesnídávek hodně, občas jich několik donese na prodej do místního obchodu. Jednou se v obchodě objeví turisté a o přesnídávky mají zájem, protože jsou plně přírodní. J.C. se rozhodne nabídnout přesnídávky dalším obchodům, ale ty o ně nejeví zájem, takže se J.C. rozhodne prodávat je sama. To se jí daří a její prodeje stoupají, takže založí značku Country Baby. Obliba přesnídávek je tak velká, že začne vyrábět několik druhů a vydává i katalog.
Jednoho dne dostane nabídku od velkoobchodu Food Chain, že by Country Baby koupili. To by umožnilo J.C. vrátit se zpět do New Yorku. Na setkání se zástupci Food Chainu ale J.C. nabídku odmítne a zůstane ve Vermontu.

## Obsazení
| Diane Keatonová     | J.C. Wiatt            |
| Sam Shepard         | doktor Jeff Cooper    |
| Harold Ramis        | Steven Bochner        |
| Kristina Kennedy    | Elizabeth Wiatt       |
| Michelle Kennedy    | Elizabeth Wiatt       |
| Sam Wanamaker       | Fritz Curtis          |
| James Spader        | Ken Arrenberg         |
| Pat Hingle          | Hughes Larabee        |
| Mary Gross          | Charlotte Elkman      |
| Shera Danese        | návštěvnice           |
| George Petrie       | Everett Sloane        |
| Katherine Borowitz  | manželka Yuppie       |
| Robin Bartlett      | manželka Yuppie       |
| Chris Noth          | manžel Yuppie         |
| Barry Heins         | manžel Yuppie         |
| Mary Kay Place      |                       |
| Victoria Jackson    | Eve                   |
| Beverly Todd        | Ann Bowen             |
| Annie Golden        | chůva                 |
| Britt Leach         | Verne Boone           |
| Linda Ellerbee      | vypravěčka            |
| Kim Sebastian       | Robin                 |
| Patricia Estrin     | sekretářka            |
| Elizabeth Bennett   | paní Atwood           |
| Peter Elbling       | údržbář               |
| Angel David         | chlapec               |
| Nicholas Cascone    | chlapec               |
| William Frankfather | Merle White           |
| Annie O'Donnell     | Wilma White           |
| Mary Peters         | pošťačka              |
| Jennifer Balgobin   | chůva                 |
| Dori Brenner        | matka v parku         |
| Eugenie Ross-Leming | matka v parku         |
| Jane Elliot         | matka v parku         |
| Patti Johns         | chůva                 |
| Marianne Doherty    | sekretářka Food Chain |
| John C. Cooke       | Dwayne                |
| Carol Gillies       | Helga von Haupt       |
| Ben Diskin          | Ben                   |
| Paxton Whitehead    | instruktor v centru   |
| Constance Forslund  | recepční              |
| John J. Philbin     | důchodce              |
| Richard Humphreys   | důchodce              |
| Hansford Rowe       | Sam Potts             |
| Billy Beck          | Roofer                |
| Margaret Hussey     | Realtor               |
| Mary O'Sullivan     | Katie Potts           |
| Lisa Fuller         | Stacy                 |
| Kate O'Connell      | majitel obchodu       |
| Elizabeth Philbin   | sestra, starostka     |
| Annie Meyers-Shyer  | holčička ve Vermontu  |

### Nezmínění v titulcích
Následující herci nejsou zmínění v titulcích:
| Cathy Cahn           | matka ve škole pro lepší děti     |
| Selga Sanders        | matka                             |
| Jim Shelton          | otec ve škole pro lepší děti      |
| Betsy Lynn Thompson  | jednovaječné dvojče               |
| Carol Gwynn Thompson | jednovaječné dvojče chůva         |
| Margaret Whitton     | ředitelka v konferenční místnosti |